# ويليام بويت
ويليام بويت (بالإنجليزية: William Boyett)‏ مواليد 03 يناير 1927 في آكرون، أوهايو، الولايات المتحدة - الوفاة 29 ديسمبر 2004 في كاليفورنيا، الولايات المتحدة، هو ممثل أمريكي بدأ مسيرته الفنية سنة 1951. امتدت مسيرته الفنية لأكثر من 47 عاما. من أعماله باتمان وبيري ماسون.

## روابط خارجية
- ويليام بويت على موقع IMDb (الإنجليزية)
- ويليام بويت على موقع ألو سيني (الفرنسية)
- ويليام بويت على موقع أول موفي (الإنجليزية)
- ويليام بويت على موقع قاعدة بيانات الأفلام السويدية (السويدية)
- ويليام بويت على موقع قاعدة بيانات الفيلم (الإنجليزية)
- ويليام بويت على موقع كينوبويسك (الروسية)